# Huta, Ujhorod
Huta (în ucraineană Гута) este un sat în comuna Kameanîțea din raionul Ujhorod, regiunea Transcarpatia, Ucraina.

## Demografie
Componența lingvistică a localității Huta
     Ucraineană (92,63%)
     Slovacă (3,86%)
     Rusă (3,51%)
Conform recensământului din 2001, majoritatea populației localității Huta era vorbitoare de ucraineană (92,63%), existând în minoritate și vorbitori de slovacă (3,86%) și rusă (3,51%).